# Gaspar Núñez de Arce
Gaspar Núñez de Arce (4. srpna 1834 – 9. června 1903) byl španělský básník a politik.

## Život
Vystudoval v Toledu filosofii, na studiích psal příležitostné básně a málo úspěšné divadelní hry. Od roku 1865 byl poslancem, velmi rychle získal maximálně konzervativní názory, byl monarchistou a podporovatelem bourbonské dynastie.

## Dílo
V roce 1875 napsal své nejslavnější literární dílo dílo, sbírku velmi majestátních politických básní vynikajících bombastickým stylem, Výkřiky boje (Gritos del combate). Tyto básně ovlivnila revoluce v roce 1868, která otřásla jeho smýšlením a vyvolala v něm pochyby a nejistotu ohledně dalšího vývoje. Jeho básně vynikají spojením nových (byť převážně politických a příležitostných) prvků a klasického způsobu zpracování.
K dalším jeho dílům patří básnické skladby:
- Ultima lamentacion de Lord Byron (1879)
- La selva oscura (1879)
- El vértigo (1879)
- El ateo (1880)
- La vision de Fray Martin (1880)
- La pesca (1884)
- Maruja (1886)
- Poemas cortas (1895])

Méně úspěšná byla jeho dramata, např. El haz de teńa.